# И справедливост за всички
„И справедливост за всички“ (на английски: ...And Justice for All.) е американска съдебна драма от 1979 година на режисьора Норман Джуисън.

## Сюжет
Адвокатът идеалист Артър Къркланд упорито се бори за „справедливост за всички“, но усилията му са напразни. Поради правната формалност един невинен мъж отива в затвора, друг клиент е с изфабрикувано срещу него дело. На всичкото отгоре Артър е задължен да защитава пред съда корумпирания съдия Флеминг от обвинения за изнасилване.

## В ролите
| Актьор        | Роля                   |
| ------------- | ---------------------- |
| Ал Пачино     | Артър Къркланд         |
| Джак Уордън   | съдия Френсис Рейфорд  |
| Джефри Тембър | Джей Портър            |
| Джон Форсайт  | съдия Хенри Т. Флеминг |
| Ли Щрасбърг   | Сам Къркланд           |
| Кристин Лахти | Гейл Пакър             |
| Сам Левин     | Арни                   |
| Томас Уейтс   | Джеф МакКалъх          |